# Seminyak
Seminyak ist indonesisches Kelurahan ("Dorf") im Distrikt Kuta im Regierungsbezirk Badung. Es ist ein Touristen- und Wohngebiet an der Westküste der indonesischen Insel Bali, nördlich von Legian. 2020 lebten hier fast 4000 Menschen.
Ursprünglich eine separate Gemeinde, ist dies nun ein Teil des Kecamatan Kuta, dessen Preise für Unterkünfte allerdings zu den höchsten in Bali gehören. Aufgrund seiner hohen Dichte an Einkaufsläden sowie Warungs und Restaurants, stieg Seminyak zusammen mit Legian und Kuta, die durch die gleiche Hauptstraße – die übergreifend Jalan Legian genannt wird – verbunden werden, zum beliebtesten Touristenort Balis auf.